# ベッドタイム・ストーリーズ
『ベッドタイム・ストーリーズ』 (Bedtime Stories) は、1994年にリリースされたマドンナの6枚目のスタジオ・アルバム。

## 解説
前作『エロティカ』や写真集『SEX』などの過激路線でセールスが不振となったためか、この作品の発売直前にセックスシンボルを返上すると宣言した。セールス面では大きな改善は見られなかったものの、このアルバムからの2ndシングル「テイク・ア・バウ」が自身最高の7週連続全米1位を記録するなど人気・評価の高い作品となった。
ハウス中心だった前作とは一転してR&B、ヒップホップ、アンビエントなど様々な要素が含まれている。特に当時人気絶頂だったベイビーフェイスが手がけた曲は人気が高く、またビョークが楽曲提供を行ったことも話題を集めた。
路線の転換を宣言したとは言え、「テイク・ア・バウ」や「ヒューマン・ネイチャー」のミュージック・ビデオは露出度が高く過激である。
プロデューサーのひとりであるネリー・フーパーとは、本作が初顔合わせとなるが、1989年に発表された日本の女性アイドルグループであるキャンディーズのリミックス・アルバムである『CANDIES BEATS』のライナーノーツに、既に同時期にマドンナがフーパーにアプローチしていたことが記されている。なお、フーパーは『CANDIES BEATS』にリミキサーとして参加していた。
「ラヴ・トライド・トゥ・ウェルカム・ミー」は、ジャネット・ジャクソンの1993年発売のアルバム『ジャネット』に収録された楽曲「ぬくもりに抱かれて (The Body That Loves You)」のパロディであると思われる。ボサノヴァの曲調や歌詞の一部が類似しているが、詞の内容はジャネットの曲とは正反対に極めてネガティブである。
「フォービドゥン・ラヴ」は2005年発売のアルバム『コンフェッションズ・オン・ア・ダンスフロア』に同名の楽曲が収録されているが、全く別の曲である。
アルバム発売後、映画『エビータ』の制作に入ったことや娘を出産したことなどから、本作に付随するライブツアーは行われなかった。
この時期に制作された未発表曲「ユア・オネスティ」が2003年発売のリミックス・アルバム『イントゥ・ザ・ハリウッド・グルーヴ～リミックスド・アンド・リヴィジテッド』に収録された。

## 収録曲
| #   | タイトル                                                                           | 作詞・作曲                                                                             | プロデューサー                           | 時間 |
| --- | ---------------------------------------------------------------------------------- | -------------------------------------------------------------------------------------- | ---------------------------------------- | ---- |
| 1.  | 「サバイバル」(Survival)                                                           | マドンナ、ダラス・オースティン                                                         | オースティン、ネリー・フーパー、マドンナ | 3:31 |
| 2.  | 「シークレット」(Secret)                                                           | マドンナ、オースティン、シェップ・ペティボーン                                         | マドンナ、オースティン                   | 5:05 |
| 3.  | 「ビー・ユア・ラヴァー」(I'd Rather Be Your Lover (featuring Meshell Ndegeocello)) | マドンナ、デイヴ・ホール、アイズレー・ブラザーズ、クリス・ジャスパー                   | マドンナ、ホール                         | 4:39 |
| 4.  | 「ドント・ストップ」(Don't Stop)                                                   | マドンナ、オースティン、コリン・ウルフ                                                 | マドンナ、オースティン                   | 4:38 |
| 5.  | 「インサイド・オブ・ミー」(Inside of Me)                                           | マドンナ、ホール、フーパー                                                             | フーパー、マドンナ                       | 4:11 |
| 6.  | 「ヒューマン・ネイチャー」(Human Nature)                                           | マドンナ、ホール、ショーン・マッケンジー、ケビン・マッケンジー、マイケル・ディーリング | マドンナ、ホール                         | 4:54 |
| 7.  | 「フォービドゥン・ラヴ」(Forbidden Love)                                           | ベイビーフェイス、マドンナ                                                             | ベイビーフェイス、フーパー、マドンナ     | 4:08 |
| 8.  | 「ラヴ・トライド・トゥ・ウェルカム・ミー」(Love Tried to Welcome Me)               | マドンナ、ホール                                                                       | マドンナ、ホール                         | 5:21 |
| 9.  | 「サンクチュアリ」(Sanctuary)                                                      | マドンナ、オースティン、アン・プリーブン、スコット・カトラー、ハービー・ハンコック     | マドンナ、オースティン                   | 5:02 |
| 10. | 「ベッドタイム・ストーリー」(Bedtime Story)                                        | フーパー、ビョーク、マリウス・デ ヴリーズ                                              | フーパー、マドンナ                       | 4:53 |
| 11. | 「テイク・ア・バウ」(Take a Bow)                                                   | ベイビーフェイス、マドンナ                                                             | ベイビーフェイス、マドンナ               | 5:21 |

## チャート
| チャート (1994–95年)             | 最高位 |
| -------------------------------- | ------ |
| アルゼンチン (CAPIF)             | 4      |
| オーストラリア (ARIA)            | 1      |
| オーストリア (Ö3 Austria)        | 7      |
| ベルギー (IFPI / SABAM)          | 7      |
| ブラジル (NOPEM/ABPD)            | 5      |
| カナダ (RPM)                     | 4      |
| オランダ (MegaCharts)            | 13     |
| ヨーロッパ (Music & Media)       | 2      |
| フィンランド (IFPI Finland)      | 2      |
| フランス (SNEP)                  | 2      |
| ドイツ (Offizielle Top 100)      | 4      |
| ハンガリー (MAHASZ)              | 7      |
| アイスランド (Tónlist)           | 6      |
| アイルランド (IFPI Ireland)      | 9      |
| イタリア (Musica e dischi)       | 2      |
| 日本 (オリコン)                  | 9      |
| ニュージーランド (RMNZ)          | 5      |
| ポルトガル (AFP)                 | 2      |
| スコットランド (OCC)             | 3      |
| 南アフリカ (RISA)                | 12     |
| スペイン (PROMUSICAE)            | 5      |
| スウェーデン (Sverigetopplistan) | 5      |
| スイス (Schweizer Hitparade)     | 7      |
| UK アルバムズ (OCC)              | 2      |
| US Billboard 200                 | 3      |

| チャート (1994年)                                          | 順位 |
| ---------------------------------------------------------- | ---- |
| オーストラリア (ARIA)                                      | 36   |
| カナダ (RPM)                                               | 48   |
| ヨーロッパ (Music & Media)                                 | 49   |
| フィンランド (Suomen virallinen lista)                     | 29   |
| フランス (SNEP)                                            | 44   |
| スウェーデン アルバム&コンピレーション (Sverigetopplistan) | 73   |
| イギリス (OCC)                                             | 24   |

| チャート (1995年)                 | 順位 |
| --------------------------------- | ---- |
| オーストリア (Ö3 Austria)         | 50   |
| ベルギー (Ultratop Wallonia)      | 53   |
| カナダ (RPM)                      | 41   |
| ヨーロッパ (Music & Media)        | 33   |
| ドイツ (Offizielle Top 100)       | 25   |
| スイス (Schweizer Hitparade)      | 29   |
| 全米 ビルボード 200               | 28   |
| 全米 キャッシュボックス・アルバム | 30   |

## 認定と売上
| 国/地域                                             | 認定        | 認定/売上数 |
| --------------------------------------------------- | ----------- | ----------- |
| アルゼンチン (CAPIF)                                | 2× Platinum | 120,000^    |
| オーストラリア (ARIA)                               | 2× Platinum | 140,000^    |
| オーストリア (IFPI Austria)                         | Gold        | 25,000*     |
| ベルギー (BEA)                                      | Gold        | 25,000*     |
| ブラジル (ABPD)                                     | Platinum    | 250,000*    |
| カナダ (Music Canada)                               | 2× Platinum | 250,000     |
| フランス (SNEP)                                     | 2× Gold     | 200,000*    |
| ドイツ (BVMI)                                       | Platinum    | 500,000^    |
| イスラエル                                          |             | 10,000      |
| イタリア (FIMI)                                     | 2× Platinum | 210,000     |
| 日本 (RIAJ)                                         | Platinum    | 294,790     |
| シンガポール                                        |             | 50,000      |
| 南アフリカ                                          | Platinum    | 50,000      |
| スペイン (PROMUSICAE)                               | Platinum    | 100,000^    |
| スイス (IFPI Switzerland)                           | Gold        | 25,000^     |
| イギリス (BPI)                                      | Platinum    | 300,000^    |
| アメリカ合衆国 (RIAA)                               | 3× Platinum | 2,531,000   |
| 概要                                                |             |             |
| ヨーロッパ (IFPI)                                   | 2× Platinum | 2,000,000*  |
| 全世界                                              |             | 8,000,000   |
| * 認定のみに基づく売上数 ^ 認定のみに基づく出荷枚数 |             |             |